# Del brazo y por la calle
Del brazo y por la calle és una pel·lícula coproducció de l'Argentina i Espanya filmada en blanc i negre dirigida per Enrique Carreras segons el guió d'Ariel Cortazzo segons l'obra homònima d'Armando Moock que es va estrenar el 4 d'agost de 1966 i que va tenir com a protagonistes a Rodolfo Bebán, Evangelina Salazar, Susana Campos i Enzo Viena. La pel·lícula va rebre el premi Còndor de Plata com la millor del seu any atorgat per l'Asociación de Cronistas Cinematográficos de la Argentina i Evangelina Salazar va ser guardonada al Festival Internacional de Cinema de Sant Sebastià 1966 amb el premi Conquilla de Plata a la millor actriu per la seva actuació en aquest film. Una versió fílmica anterior va ser dirigida per Juan Bustillo Oro a Mèxic i estrenada en 1956.

## Sinopsi
Un matrimoni de condició humil haurà de retrobar-se després de viure experiències per separat.

## Repartiment
- Rodolfo Bebán
- Evangelina Salazar
- Susana Campos
- Enzo Viena
- Luis Tasca
- Maruja Gil Quesada
- Javier Portales
- Lilian Valmar
- Rodolfo López Ervilha
- Mirtha Dabner
- Héctor Méndez
- Marta Cipriano
- Jacques Arndt
- Alicia Bonnet
- Loló Prat
- Roberto Croharé
- José María Piteiro
- Enrique San Miguel
- Juan C. Bogado
- Francisco Martínez

## Comentaris
La Capital va opinar:
| « | ”No arriba a obtenir autenticitat”. | » |

Manrupe i Portela escriuen:
| « | ”…aproximació avorrida a un tema que va poder donar més”. | » |